# 中野めぐみ
中野 めぐみ （なかの めぐみ、1983年7月11日 - ）は東京都出身のタレント、歌手、ナビゲーター、女優。オフィス・ティービー所属。立教女学院短期大学英文科卒業。血液型O型。

## 来歴・人物
- 中学時代からモデルとして活動を開始し、大学時代は海外留学を経験。その後は女優・タレント・歌手活動の他、ラジオパーソナリティもこなすなど幅広く活動中。
- 趣味はショッピング、旅行。特技は英会話、水泳、サーフィン。

## 出演番組

### TV
- 洋楽天国Tuesday（テレビ神奈川製作)、VJ
- オンガクで年を越しますtvk 2007~2008  (中継レポーター)
- 特番 映画「引き出しの中のラブレター」PR番組“もう1つの引き出しの中のラブレター”　メインMC
- NHK 土曜ドラマ「君たちに明日はない」会社OL役　第1.2話出演 　2010/1/16〜
- NHK 火曜ドラマ「天使のわけまえ」第2話出演 　2010/7/6〜

### ラジオ
- ENTERTAINMENT STREAM（HELLO WORLDに内包）（J-WAVE）ナビゲーター
- ENTERTAINMENT EXPRESS（PLATOnに内包）（J-WAVE）ナビゲーター
- J's Journal (J-WAVE)
- TOMORROW

### 映画
- ラフ ROUGH（2006年 東宝- 競泳部マネージャー役）

### 音楽
- 2008年4月30日　Everything with Love（black coffee　/　sky　/　tequila sunrise）
rookiestarレーベル：ビクターエンタテインメント
- 2008年9月24日　ハウスカバーアルバムTime Travel M4-time after time Vo参加　BMG JAPAN

### 雑誌
- Begin（世界文化社） - 音楽情報ページ「中野めぐみのハートで聴いてね」担当
- ストニュー（学研）元専属モデル